# FC 바이에른 뮌헨 (농구)
FC 바이에른 뮌헨 바스켓볼(FC Bayern München Basketball)은 독일 뮌헨을 연고로 하는 프로농구단이다.

## 같이 보기
- FC 바이에른 뮌헨